# 第2回アジア・フィルム・アワード
第2回アジア・フィルム・アワードは、2008年3月17日に発表・授賞式が行われた。
作品賞を受賞したのはイ・チャンドン監督による『シークレット・サンシャイン』。前回に引き続き、韓国映画が受賞した。

## 候補の一覧

### 作品賞
- 子供の情景
- それでもボクはやってない
- ラスト、コーション
- シークレット・サンシャイン
- 陽もまた昇る
- ウォーロード/男たちの誓い

### 監督賞
- ピーター・チャン - ウォーロード/男たちの誓い
- チアン・ウェン - 陽もまた昇る
- アン・リー - ラスト、コーション
- イ・チャンドン - シークレット・サンシャイン
- 周防正行 - それでもボクはやってない
- チャン・リュル - 風と砂の女

### 主演男優賞
- ジャック・ガオ - 神も人も犬も
- 加瀬亮 - それでもボクはやってない
- トニー・レオン - ラスト、コーション
- ジェット・リー - ウォーロード/男たちの誓い
- オダギリジョー - 東京タワー 〜オカンとボクと、時々、オトン〜
- ソン・ガンホ - シークレット・サンシャイン

### 主演女優賞
- ジョアン・チェン - ホーム・ソング・ストーリーズ〜僕の母の物語〜
- チョン・ドヨン - シークレット・サンシャイン
- 樹木希林 - 東京タワー 〜オカンとボクと、時々、オトン〜
- キム・ユンジン - セブンデイズ
- ディーピカー・パードゥコーン - 恋する輪廻 オーム・シャンティ・オーム
- タン・ウェイ - ラスト、コーション

### 助演男優賞
- チョン・ホジン - Skeletons in the Closet（좋지 아니한가）
- 小林薫 - 東京タワー 〜オカンとボクと、時々、オトン〜
- マリオ・マウラー - ミウの歌〜Love of Siam〜
- スン・ホンレイ - モンゴル
- 堤真一 - ALWAYS 続・三丁目の夕日

### 助演女優賞
- ジョアン・チェン - 陽もまた昇る
- キム・ヘス - Skeletons in the Closet（좋지 아니한가）
- コン・ヒョジン - ハピネス
- Apinya SAKUJAROENSUK - Ploy（พลอย）
- 薬師丸ひろ子 - ALWAYS 続・三丁目の夕日

### 脚本賞
- アウ・キンイー、ワイ・カーファイ - MAD探偵 7人の容疑者
- イム･サンス - なつかしの庭
- PENG Tao - Little Moth（血蟬）
- 周防正行 - それでもボクはやってない
- ワン・フイリン、ジェイムズ・シェイマス - ラスト、コーション

### 撮影賞
- Hooman BEHMANESH - Those Three
- Chankit CHAMNIVIKAIPONG - Ploy（พลอย）
- リャオ・ペンロン - ヘルプ・ミー・エロス
- Shanker RAMAN - Frozen
- アーサー・ウォン - ウォーロード/男たちの誓い

### 美術賞
- チャオ・ジウピン、ジャン・チェンチン - 陽もまた昇る
- 岩城南海子 - さくらん
- KIM Yu-jeong、LEE Min-bok - Epitaph (Gidam)（기담/奇談）
- Pisut PARIWATTANAKIT - Opapatika（โอปปาติก เกิดอมตะ）
- ツァイ・ミンリャン - ヘルプ・ミー・エロス

### 作曲賞
- ヴィシャール・ダドラニ、シャンカール・ラヴジアニ - 恋する輪廻 オーム・シャンティ・オーム
- アレクサンドル・デプラ - ラスト、コーション
- He Xiaofeng - Mid-Afternoon Barks（下午狗叫）
- ギティ・クルーマニー - ミウの歌〜Love of Siam〜
- 椎名林檎 - さくらん

### 編集賞
- Charliebebs GOHETIA - どん底
- 平澤政吾 - 舞妓Haaaan!!!
- LEE Eun-soo - なつかしの庭
- Wenders LI - ウォーロード/男たちの誓い
- デイヴィッド・リチャードソン - 天使の眼、野獣の街

### 視覚効果賞
- Thomas DUVAL -  - 陽もまた昇る
- ン・ユンファイ - ウォーロード/男たちの誓い
- 瀬下寛之 - 大日本人
- SHIM Hyung-rae - D-WARS ディー・ウォーズ
- 山崎貴 - ALWAYS 続・三丁目の夕日

### 特別賞
- 生涯功労賞 - 山田洋次
- エドワード・ヤン新人賞 - 石井裕也

## 統計
|    | 作品名                                       | 部門                                                   | 国・地域                                                    | 候補数 | 受賞数 |
| -- | -------------------------------------------- | ------------------------------------------------------ | ----------------------------------------------------------- | ------ | ------ |
| 1  | ALWAYS 続・三丁目の夕日                      | 助演男優賞、助演女優賞、視覚効果賞                     | 日本の旗                                                    | 3      |        |
| 2  | 子供の情景                                   | 作品賞                                                 | イランの旗                                                  | 1      |        |
| 3  | D-WARS ディー・ウォーズ                      | 視覚効果賞                                             | 大韓民国の旗                                                | 1      |        |
| 4  | 風と砂の女                                   | 監督賞                                                 | 大韓民国の旗 · フランスの旗                                 | 1      |        |
| 5  | 大日本人                                     | 視覚効果賞                                             | 日本の旗                                                    | 1      |        |
| 6  | Epitaph (Gidam)                              | 美術賞                                                 | 大韓民国の旗                                                | 1      |        |
| 7  | 天使の眼、野獣の街                           | 編集賞                                                 | 香港の旗                                                    | 1      | 1      |
| 8  | Frozen                                       | 撮影賞                                                 | インドの旗                                                  | 1      |        |
| 9  | 神も人も犬も                                 | 主演男優賞                                             | 中華民国の旗                                                | 1      |        |
| 10 | ハピネス                                     | 助演女優賞                                             | 大韓民国の旗                                                | 1      |        |
| 11 | ヘルプ・ミー・エロス                         | 撮影賞、美術賞                                         | 中華民国の旗                                                | 2      | 1      |
| 12 | ホーム・ソング・ストーリーズ〜僕の母の物語〜 | 主演女優賞                                             | シンガポールの旗 · オーストラリアの旗                       | 1      |        |
| 13 | それでもボクはやってない                     | 作品賞、監督賞、主演男優賞、脚本賞                     | 日本の旗                                                    | 4      |        |
| 14 | Little Moth                                  | 脚本賞                                                 | 中華人民共和国の旗                                          | 1      |        |
| 15 | ミウの歌〜Love of Siam〜                     | 助演男優賞、作曲賞                                     | タイ王国の旗                                                | 2      |        |
| 16 | ラスト、コーション                           | 作品賞、監督賞、主演男優賞、主演女優賞、脚本賞、作曲賞 | 中華民国の旗 · 中華人民共和国の旗 · アメリカ合衆国の旗      | 6      | 1      |
| 17 | MAD探偵 7人の容疑者                          | 脚本賞                                                 | 香港の旗                                                    | 1      | 1      |
| 18 | 舞妓Haaaan!!!                                | 編集賞                                                 | 日本の旗                                                    | 2      |        |
| 19 | Mid-Afternoon Barks                          | 作曲賞                                                 | 中華人民共和国の旗                                          | 3      |        |
| 20 | モンゴル                                     | 助演男優賞                                             | モンゴル国の旗 · カザフスタンの旗 · ドイツの旗 · ロシアの旗 | 1      | 1      |
| 21 | なつかしの庭                                 | 脚本賞、編集賞                                         | 大韓民国の旗                                                | 2      |        |
| 22 | オーム・シャンティ・オーム                   | 主演女優賞、作曲賞                                     | インドの旗                                                  | 2      | 1      |
| 23 | Opapatika                                    | 美術賞                                                 | タイ王国の旗                                                | 1      |        |
| 24 | Ploy                                         | 助演女優賞、撮影賞                                     | タイ王国の旗                                                | 2      |        |
| 25 | さくらん                                     | 美術賞、作曲賞                                         | 日本の旗                                                    | 2      |        |
| 26 | シークレット・サンシャイン                   | 作品賞、監督賞、主演男優賞、主演女優賞                 | 大韓民国の旗                                                | 4      | 3      |
| 27 | セブンデイズ                                 | 主演女優賞                                             | 大韓民国の旗                                                | 1      |        |
| 28 | どん底                                       | 編集賞                                                 | フィリピンの旗                                              | 3      |        |
| 29 | Skeletons in the Closet                      | 助演男優賞、助演女優賞                                 | 大韓民国の旗                                                | 1      |        |
| 30 | 陽もまた昇る                                 | 作品賞、監督賞、助演女優賞、美術賞、視覚効果賞         | 中華人民共和国の旗 · 香港の旗                               | 5      | 2      |
| 31 | Those Three                                  | 撮影賞                                                 | イランの旗                                                  | 1      |        |
| 32 | 東京タワー 〜オカンとボクと、時々、オトン〜  | 主演男優賞、助演男優賞、助演女優賞                     | 日本の旗                                                    | 3      |        |
| 33 | ウォーロード/男たちの誓い                    | 作品賞、監督賞、主演男優賞、撮影賞、美術賞、視覚効果賞 | 中華人民共和国の旗 · 香港の旗                               | 6      | 1      |